# マルゲリータ・ディ・サヴォイア＝アオスタ
マルゲリータ・ディ・サヴォイア＝アオスタ（Margherita di Savoia-Aosta, 1930年4月7日 - 2022年1月10日）は、イタリアの王族、アオスタ公爵家の公女。国王ヴィットーリオ・エマヌエーレ2世の曾孫。

## 略歴
第3代アオスタ公アメデーオとその妻アンヌ・ドルレアンの間の2人の娘のうちの長女として生まれた。母方の祖父はオルレアニストのフランス王位請求者ギーズ公ジャンである。
1953年12月29日にフランスのアン県ブール＝カン＝ブレスにおいて、最後のオーストリア皇帝カール1世の次男ローベルト大公と結婚した。ローベルトはオーストリア＝エステ家の家長とされており、名目上のモデナ公爵であった。結婚式には元イタリア王ウンベルト2世、ローベルトの兄のオーストリア元皇太子オットーが出席した。夫妻はローベルトが銀行員として務めるパリで暮らした。

## 子女
ローベルトとの間に5人の子女をもうけた。
- マリア・ベアトリーツェ（1954年 - ）　1980年、アルコ＝ツィンネベルク伯爵アリプラント（バイエルン王ルートヴィヒ3世の曾孫）と結婚
- ローレンツ（1955年 - ）　1984年にベルギー王女アストリッドと結婚、ベルギー王子（1995年 - ）、オーストリア＝エステ家家長（1996年 - ）
- ゲルハルト（1957年 - ）
- マルティン（1959年 - ）　2005年、イーゼンブルク侯女カタリーナと結婚
- イザベラ（1963年 - ）　1999年、チャルノツキ＝ルケスキ伯爵アンドレアと結婚